# فرانك فانك
فرانك فانك (بالإنجليزية: Frank Funk)‏ هو لاعب كرة قاعدة أمريكي، ولد في 30 أغسطس 1935 في واشنطن العاصمة في الولايات المتحدة.

## وصلات خارجية
- فرانك فانك على موقع دوري كرة القاعدة الرئيسي (الإنجليزية)
- فرانك فانك على موقعبيزبول رفرنس.كوم (الدوري الرئيسي) (الإنجليزية)
- فرانك فانك على موقعبيزبول رفرنس.كوم (الدوري الثانوي) (الإنجليزية)